# Београдски лаки метро
Београдски лаки метро (скраћено БЕЛАМ), односно лаки шински систем, је напуштени пројекат система масовног превоза лаком железницом који је требало да почне са изградњом 2008. године. Од пројекта се одустало, иако је још увек предвиђен Генералним урбанистичким планом за Београд до 2021. године. Прва линија је требало да буде завршена до 2013. с тим да је прва деоница требало да буде пуштена у употребу већ 2010. Оквирна цена изградње прве линије је процењена на 450 милиона евра.
Крајем 2008. године градоначелник Београда Драган Ђилас изјавио је да је извесније да ће у Београду бити грађен метро по студији из 1976. године. Најављивано је да ће коначна одлука о томе да ли ће бити грађен лаки шински систем или метро ће бити донета на пролеће 2009. године. Мада је овај пројекат напуштен, још увек (до јула 2021. године) није решено питање масовног брзог превоза у Београду.

## Идеја
Идеја да се у Београду изгради метро је релативно стара и потиче из 50-их година 20. века када је Београд доживео велики пораст у броју становника. Међутим, идеје различитих стручњака су биле растрзане између модернизованог трамвајског система и класичног метроа. Политичке прилике и недостатак консензуса по датом питању су пројекат оставили на нивоу идеје и растуће нужности.
После година економске кризе, уласком у 21. век, идеја је поново заживела. И поред оштре дебате о томе да ли је прикладније и изводљивије изградити класични метро или лаки шински систем, идеја лаке железнице, коју су заговарали градски челници од 2000-2008. укључујући и градског архитекту, односно њена Студија оправданости наручена 2001. добија позитивну оцену. БЕЛАМ је укључен у Генерални урбанистички план Београда до 2021. На изградњи би требало да раде ЈУГИНУС (Југословенски институт за урбанизам и становање) и шпанска група INECO.
Оштри противници пројекта лаког шинског система тврдили су да је једини критеријум за његов избор економски аспекат, односно вишеструко мања цена. Они сматрају да лаки шински систем не представља дугорочни одговор на саобраћајни проблем престонице те да је његова изградња потпуно неоправдана.
Са друге стране заговорници пројекта сматрају да је економски елеменат пресудан. Уз то, они сматрају да и по најоптимистичнијим прогнозама раст Београда у наредних 20-так година не може да буде толики да најоптерећеније деонице имају преко 13.000-14.000 путника по часу док је систем такав да може да опслужи 20.000 путника по часу. Могућност прераде у класичан метро и интеграција постојећег трамвајског система су, по њиховом мишљењу, додатни аргументи у корист лаког шинског система.
Зоран Алимпић, председник Скупштине града Београда, је крајем 2008. изјавио да су градске власти приликом доношења одлуке о изградњи лаког шинског система мислиле „да број становника у Београду неће расти, као ни број аутомобила“, да је та процена „изгледа“ била погрешна и да је сада „све другачије“.

## Линије
- Прва линија (Централна), која је у Студији оправданости окарактерисана као примарна, била би комбиновано подземно-надземна линија укупне дужине 12,5 km са 20 станица (12 надземних, 8 подземних). Линија би полазила из улице Александра Дубчека у Земуну, ишла ка СО Нови Београд и хотелу „Хајат“. Саву би прелазила засебним мостом изграђеним непосредно уз Бранков мост. Затим би ушла у дубоке тунеле према Тргу републике и Тргу Николе Пашића ка Правном факултету одакле би надземно ишла Булеваром краља Александра све до његовог укрштања са Устаничком.
- Друга линија (Врачарска) би имала заједничку станицу Правног факултета са Централном, одакле би највећим делом подземно ишла до Славије, ж. ст. Београд центар, Сајма и Хиподрома. Прве деонице би ишле у употребу најраније 2010.
- Трећа линија (Савска) би на Новом Београду делила станицу са Централном, затим би ишла до железничке станице Нови Београд (?), Аде, код Хиподрома би се укрштала са Врачарском и затим настављала на Баново брдо. Начин преласка Саве је блиско повезан са мостом који би, преко Аде, повезивао Нови Београд са Бановим брдом.

Систем је требало да се повеже и са некадашњим линијама Беовоза.